# La Crosse (Kansas)
La Crosse és una població dels Estats Units a l'estat de Kansas. Segons el cens del 2000 tenia 1.376 habitants.

## Demografia
Segons el cens del 2000, La Crosse tenia 1.376 habitants, 585 habitatges, i 367 famílies. La densitat de població era de 520,9 habitants/km².
Dels 585 habitatges en un 26,5% hi vivien nens de menys de 18 anys, en un 53% hi vivien parelles casades, en un 6,8% dones solteres, i en un 37,1% no eren unitats familiars. En el 33,5% dels habitatges hi vivien persones soles el 18,3% de les quals corresponia a persones de 65 anys o més que vivien soles. El nombre mitjà de persones vivint en cada habitatge era de 2,2 i el nombre mitjà de persones que vivien en cada família era de 2,81.
Per edats la població es repartia de la següent manera: un 21,5% tenia menys de 18 anys, un 6,1% entre 18 i 24, un 21,8% entre 25 i 44, un 23,3% de 45 a 60 i un 27,3% 65 anys o més.
L'edat mediana era de 45 anys. Per cada 100 dones de 18 o més anys hi havia 78,2 homes.
La renda mediana per habitatge era de 31.435 $ i la renda mediana per família de 39.118 $. Els homes tenien una renda mediana de 26.118 $ mentre que les dones 20.600 $. La renda per capita de la població era de 17.264 $. Entorn del 7,1% de les famílies i el 9,7% de la població estaven per davall del llindar de pobresa.

## Poblacions més properes
El següent diagrama mostra les poblacions més properes.